# The Black EP
| Críticas profissionais | Críticas profissionais |
| Avaliações da crítica  | Avaliações da crítica  |
| Fonte                  | Avaliação              |
| ---------------------- | ---------------------- |
| allmusic               | [ 1 ]                  |
| Artistdirect.com       | [ 2 ]                  |
| Pitchfork              | [ 3 ]                  |
| sputnikmusic           | [ 4 ]                  |

The Black EP é um extended play da banda nova iorquina de post-punk revival Interpol. É uma seleção de gravações ao vivo de Black Sessions, gravadas na estação de rádio francesa Radio France.

## Faixas
1. "Say Hello to the Angels" – 4:27
2. "NYC" [Demo Version] – 4:28
3. "Obstacle 1" [Black Session] – 4:18
4. "Specialist" [Black Session] – 6:33
5. "Leif Erikson" [Black Session] – 3:55
6. "PDA" [Black Session] – 5:19

### Versão Estendida/Full-length Black Session (Bootleg)
- "Untitled" [Black Session] – 3:42
- "Obstacle 1" [Black Session] – 4:35
- "Stella Was A Diver And She Was Always Down" [Black Session] – 6:13
- "Roland" [Black Session] – 3:54
- "Specialist" [Black Session] – 6:26
- "Hands Away" [Black Session] – 3:18
- "NYC" [Black Session] – 4:02
- "PDA" [Black Session] – 5:19
- "Song Seven" [Black Session] – 4:58
- "Obstacle 2" [Black Session] – 3:32